# Nadezhda Sokolova
Nadezhda Nikoláyevna Sokolova (en ruso: Надежда Николаевна Соколова; 8 de noviembre de 1996) es una deportista rusa que compite en lucha libre.
Ganó una medalla de bronce en el Campeonato Mundial de Lucha de 2021 y una medalla de bronce en el Campeonato Europeo de Lucha de 2025, ambas en la categoría de 50 kg.

## Palmarés internacional
| Campeonato Mundial | Campeonato Mundial      | Campeonato Mundial | Campeonato Mundial |
| Año                | Lugar                   | Medalla            | Categoría          |
| ------------------ | ----------------------- | ------------------ | ------------------ |
| 2021               | Oslo (Noruega)          | Medalla de bronce  | 50 kg              |
| Campeonato Europeo |                         |                    |                    |
| Año                | Lugar                   | Medalla            | Categoría          |
| 2025               | Bratislava (Eslovaquia) | Medalla de bronce  | 50 kg              |